# Crépy-en-Valois
Crépy-en-Valois is een gemeente in het Franse departement Oise (regio Hauts-de-France). De gemeente telde 14.243 inwoners op 1 januari 2022. De plaats maakt deel uit van het arrondissement Senlis.
De stad werd in de 10e eeuw hoofdstad van Valois en kende daarna een bloeitijd.

## Geschiedenis
De stad lag op de handelswegen tussen Vlaanderen en Champagne en Parijs en kende in de middeleeuwen grote welvaart dankzij haar markt. De stad was ook strategisch gelegen op een hoogte tussen twee rivierdalen. De heren van Crépy maakten van de stad de hoofdplaats van de heerlijkheid, later graafschap en hertogdom Valois en waren tussen de 10e en de 13e eeuw erg invloedrijk aan het Franse hof. Zij stichtten de priorij van Saint-Arnoul en een kapittel van kanunniken en de stad kreeg een stadsmuur. In de 12e eeuw werd de kapittelkerk Collégiale Saint-Thomas-de-Canterbury gebouwd.
Na de 13e eeuw eindigde de bloei van de stad. De stad had erg te lijden onder de Honderjarige Oorlog. Crépy werd in 1434 ingenomen door de Engelsen die de stad afbrandden en een groot deel van de bevolking vermoordden. Tussen 1590 en 1592 was de stad het strijdtoneel tussen aanhangers van de Heilige Liga en die van koning Hendrik IV. Het kasteel van Crépy kwam in verval en het terrein werd in 1623 geschonken aan het ursulinenklooster van de stad. Het werd daarna grotendeels afgebroken.

## Geografie
De oppervlakte van Crépy-en-Valois bedroeg op 1 januari 2022 16,28 vierkante kilometer; de bevolkingsdichtheid was toen 874,9 inwoners per km². De stad ligt op het plateau van Valois dat daar wordt doorsneden door de dalen van twee kleine riviertjes, zijrivieren van de Sainte-Marie.
De onderstaande kaart toont de ligging van Crépy-en-Valois met de belangrijkste infrastructuur en aangrenzende gemeenten.

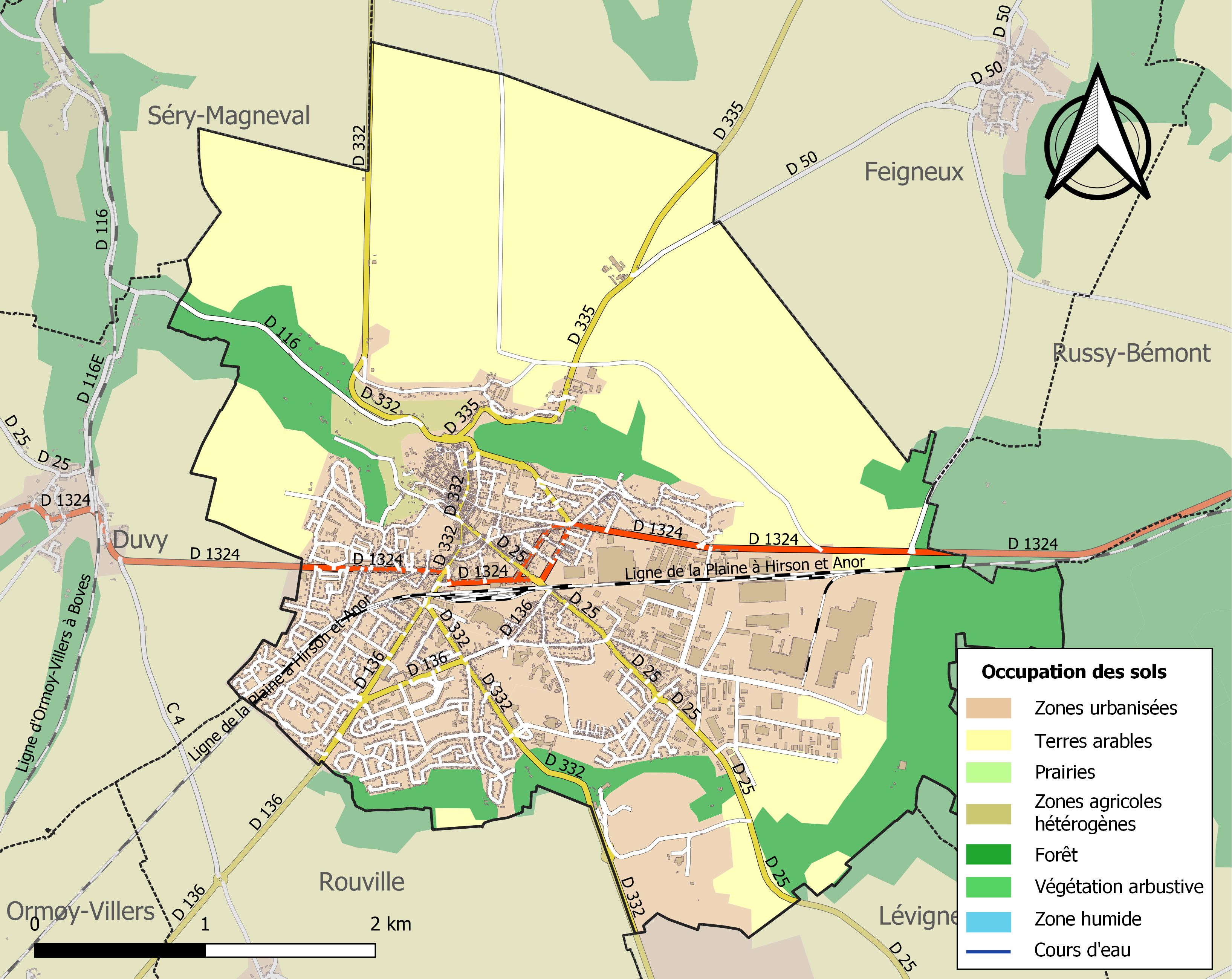

## Demografie
Onderstaande figuur toont het verloop van het inwonertal (bron: INSEE-tellingen).